# Häggeby en Vreta
Häggeby en Vreta (Zweeds: Häggeby och Vreta) is een tätort in de gemeente Håbo in het landschap Uppland en de provincie Uppsala län in Zweden. Het tätort heeft 224 inwoners (2010) en een oppervlakte van 62 hectare. Eigenlijk bestaat het tätort uit twee plaatsen: Häggeby en Vreta.